# Goregrind
Goregrind er en musikgenre inspireret af grindcore og dødsmetal. Som navnet antyder, kan det ses som en undergenre af både grindcore og dødsmetal. Zero Tolerance magasinet definerede genren som: "nedstemte guitarer, drønende trommer, (noglegange med en høj tindåse-lydende lilletromme), kvalmende sangtekster og ofte utroligt forvrængede vokaler. Goregrind bands gør ofte brug af ekstremt lave eller tonevekslende vokaler. Teksterne omhandler sædvanligt voldelige temaer, som inkluderer splattere, retsmedicinsk patologi, død og voldtægt. Teksterne har ofte en ironisk splatter-film følelse, pornografisk provokerende covers, som ikke skal tages alvorligt. Trommeslageren Cyjan fra det polske goregrind band Dead Infection udtalte: "Musikalsk er der ikke nogen stor forskel på grindcore og goregrind. Men tekstmæssigt beskriver førstnævnte sociale og politiske problemer, hvorimod goregrind som navnet afslører, handler om alt relateret til blod, patologiske aspekter eller uheld med skæbnesvanger resultater. Goregrind benytter meget dyriske growl-vokaler. ."

## Eksempler på goregrind-bands
| Band                         | Land     | Dannet | Noter             |
| ---------------------------- | -------- | ------ | ----------------- |
| Aborted                      | Belgien  | 1995   | [ 5 ]             |
| Carcass                      | UK       | 1985   | [ 1 ] [ 4 ] [ 2 ] |
| Cattle Decapitation          | USA      | 1996   | [ 6 ] [ 7 ] [ 8 ] |
| Cenotaph                     | Tyrkiet  | 1994   | [ 9 ]             |
| The County Medical Examiners | USA      | 2001   | [ 4 ] [ 2 ]       |
| Dead Infection               | Polen    | 1990   | [ 4 ]             |
| Exhumed                      | USA      | 1990   | [ 1 ]             |
| General Surgery              | Sverige  | 1988   | [ 1 ] [ 4 ] [ 2 ] |
| Haemorrhage                  | Spanien  | 1990   | [ 4 ]             |
| Impaled                      | USA      | 1997   | [ 1 ] [ 2 ]       |
| Impetigo                     | USA      | 1987   | [ 4 ] [ 2 ]       |
| Inhume                       | Holland  | 1994   | [ 4 ]             |
| Last Days of Humanity        | Holland  | 1989   | [ 1 ] [ 4 ] [ 2 ] |
| Machetazo                    | Spanien  | 1994   | [ 10 ]            |
| Pathologist                  | Tjekkiet | 1990   |                   |
| Regurgitate                  | Sverige  | 1990   | [ 1 ] [ 2 ]       |
| Repulsion                    | USA      | 1984   | [ 4 ] [ 2 ]       |
| Xysma                        | Finland  | 1988   |                   |

## Fodnoter
1. 1 2 3 4 5 6 7 8  Purcell, Natalie J. (2003). Death Metal Music: The Passion and Politics of a Subculture. McFarland. s. 23-24. ISBN 0786415851. Hentet 2007-11-28.
2. 1 2 3 4 5 6 7 8 9  "Grind Prix" (2005). Zero Tolerance #004, s. 46.
3. ↑  Brandon Stosuy, Show No Mercy, Pitchfork, August 6, 2008. Hentet: 14. oktober, 2008.
4. 1 2 3 4 5 6 7 8 9 10  Badin, Olivier (2009). "Goregrind". Terrorizer, 181, s.41.
5. ↑  Bennett, J. (2007). Review of Slaughter and Apparatus: A Methodical Overture (Webside ikke længere tilgængelig), Revolver #55, s. 55.
6. ↑  Hoare, James (2009). "Criminal Records: Essential Albums|US", Terrorizer #181, s. 45.
7. ↑  Bennett, J. (2009). "San Diegan goregrinder make a case for bleeding-heart vegetarians" (Webside ikke længere tilgængelig), Revolver #78, s. 26.
8. ↑  York, William. "Cattle Decapitation > Biography". Allmusic. Hentet 2009-06-10.
9. ↑  Rivadavia, Eduardo. "Cenotaph". Allmusic. Hentet 2009-07-15.
10. ↑  "Machetazo biography @ MusicMight". Arkiveret fra originalen 5. juli 2009. Hentet 27. november 2009.